# Lijst van voetbalinterlands Oeganda - Zambia
Deze lijst van voetbalinterlands is een overzicht van alle officiële voetbalwedstrijden tussen de nationale teams van Oeganda en Zambia. De landen hebben tot op heden 35 keer tegen elkaar gespeeld. De eerste ontmoeting, een vriendschappelijke wedstrijd, vond plaats in Kampala op 12 oktober 1968. Het laatste duel, eveneens een vriendschappelijke wedstrijd, werd gespeeld op 17 oktober 2023 in Sharjah (Verenigde Arabische Emiraten).

## Wedstrijden
| №  | Plaats              | Datum             | Competitie                           | Wedstrijd        | Uitslag |
| -- | ------------------- | ----------------- | ------------------------------------ | ---------------- | ------- |
| 1  | Kampala             | 12 oktober 1968   | Vriendschappelijk                    | Oeganda − Zambia | 1 − 1   |
| 2  | Kampala             | 26 september 1973 | CECAFA Cup 1973                      | Oeganda − Zambia | 1 − 1   |
| 3  | Kampala             | 28 september 1973 | CECAFA Cup 1973                      | Oeganda − Zambia | 2 − 1   |
| 4  | El-Mahalla El-Kubra | 6 maart 1974      | Afrika Cup 1974                      | Zambia − Oeganda | 1 − 0   |
| 5  | Lusaka              | 26 oktober 1975   | Afrika Cup 1976 kwalificatie         | Zambia − Oeganda | 2 − 1   |
| 6  | Lusaka              | 2 november 1975   | CECAFA Cup 1975                      | Zambia − Oeganda | 0 − 1   |
| 7  | Kampala             | 9 november 1975   | Afrika Cup 1976 kwalificatie         | Oeganda − Zambia | 3 − 0   |
| 8  | Zanzibar            | 11 november 1976  | CECAFA Cup 1976                      | Oeganda − Zambia | 2 − 3   |
| 9  | Zanzibar            | 14 november 1976  | CECAFA Cup 1976                      | Oeganda − Zambia | 2 − 0   |
| 10 | Kampala             | 13 februari 1977  | WK 1978 kwalificatie                 | Oeganda − Zambia | 1 − 0   |
| 11 | Ndola               | 27 februari 1977  | WK 1978 kwalificatie                 | Zambia − Oeganda | 4 − 2   |
| 12 | Mogadishu           | 9 december 1977   | CECAFA Cup 1977                      | Oeganda − Zambia | 0 − 0   |
| 13 | Lilongwe            | 7 november 1978   | CECAFA Cup 1978                      | Zambia − Oeganda | 2 − 1   |
| 14 | Lilongwe            | 17 november 1978  | CECAFA Cup 1978                      | Zambia − Oeganda | 4 − 0   |
| 15 | Nairobi             | 4 november 1979   | CECAFA Cup 1979                      | Oeganda − Zambia | 1 − 2   |
| 16 | Dodoma              | 17 november 1981  | CECAFA Cup 1981                      | Oeganda − Zambia | 3 − 1   |
| 17 | Dodoma              | 27 november 1981  | CECAFA Cup 1981                      | Zambia − Oeganda | 1 − 0   |
| 18 | Ndola               | 29 juli 1984      | WK 1986 kwalificatie                 | Zambia − Oeganda | 3 − 0   |
| 19 | Kampala             | 25 augustus 1984  | WK 1986 kwalificatie                 | Oeganda − Zambia | 1 − 0   |
| 20 | Kampala             | 7 december 1984   | CECAFA Cup 1984                      | Oeganda − Zambia | 1 − 1   |
| 21 | Bulawayo            | 8 oktober 1985    | CECAFA Cup 1985                      | Oeganda − Zambia | 3 − 0   |
| 22 | Addis Abeba         | 14 december 1987  | CECAFA Cup 1987                      | Oeganda − Zambia | 4 − 0   |
| 23 | Blantyre            | 13 november 1988  | CECAFA Cup 1988                      | Oeganda − Zambia | 0 − 3   |
| 24 | Nairobi             | 13 december 1989  | CECAFA Cup 1989                      | Oeganda − Zambia | 3 − 1   |
| 25 | Mwanza              | 25 november 1992  | CECAFA Cup 1992                      | Oeganda − Zambia | 0 − 0   |
| 26 | Kampala             | 22 mei 1999       | Vriendschappelijk                    | Oeganda − Zambia | 0 − 1   |
| 27 | Kampala             | 31 augustus 1999  | Vriendschappelijk                    | Oeganda − Zambia | 2 − 2   |
| 28 | Kampala             | 11 augustus 2010  | Vriendschappelijk                    | Oeganda − Zambia | 1 − 1   |
| 29 | Ndola               | 8 september 2012  | Afrika Cup 2013 kwalificatie         | Zambia − Oeganda | 1 − 0   |
| 30 | Kampala             | 13 oktober 2012   | Afrika Cup 2013 kwalificatie         | Oeganda − Zambia | 1 − 0   |
| 31 | Ndola               | 5 maart 2014      | Vriendschappelijk                    | Zambia − Oeganda | 2 − 1   |
| 32 | Gisenyi             | 23 januari 2016   | African Championship of Nations 2016 | Oeganda − Zambia | 0 − 1   |
| 33 | Kampala             | 8 november 2016   | Vriendschappelijk                    | Oeganda − Zambia | 0 − 1   |
| 34 | Marrakesh           | 14 januari 2018   | African Championship of Nations 2018 | Zambia − Oeganda | 3 − 1   |
| 35 | Sharjah             | 17 oktober 2023   | Vriendschappelijk                    | Zambia − Oeganda | 3 − 0   |

## Samenvatting
| Competitie                      | Totaal gespeeld | Winst Oeganda | Gelijk | Winst Zambia | Doelsaldo Oeganda – Zambia |
| ------------------------------- | --------------- | ------------- | ------ | ------------ | -------------------------- |
| WK-kwalificatie                 | 4               | 2             | 0      | 2            | 4 − 7                      |
| Afrika Cup                      | 1               | 0             | 0      | 1            | 0 − 1                      |
| Afrika Cup-kwalificatie         | 4               | 2             | 0      | 2            | 5 − 3                      |
| African Championship of Nations | 2               | 0             | 0      | 2            | 1 − 3                      |
| CECAFA Cup                      | 17              | 7             | 4      | 6            | 24 − 20                    |
| Vriendschappelijk               | 7               | 0             | 3      | 4            | 5 − 11                     |
| Totaal                          | 35              | 11            | 7      | 17           | 39 − 45                    |

FUFA · 
A-internationals · 
Oegandees vrouwenelftal
Algerije ·
Angola ·
Bahrein ·
Benin ·
Botswana ·
Burkina Faso ·
Burundi ·
Centraal-Afrikaanse Republiek ·
Comoren ·
Congo-Brazzaville ·
Congo-Kinshasa ·
Djibouti ·
Ecuador ·
Egypte ·
Eritrea ·
Ethiopië ·
Gabon ·
Gambia ·
Ghana ·
Guinee ·
Guinee-Bissau ·
IJsland ·
Irak ·
Iran ·
Ivoorkust ·
Jemen ·
Kaapverdië ·
Kameroen ·
Kenia ·
Koeweit ·
Lesotho ·
Libanon ·
Liberia ·
Libië ·
Madagaskar ·
Malawi ·
Mali ·
Marokko ·
Mauritanië ·
Mauritius ·
Moldavië ·
Mozambique ·
Namibië ·
Niger ·
Nigeria ·
Oezbekistan ·
Rwanda ·
Saoedi-Arabië ·
Sao Tomé en Principe ·
Senegal ·
Seychellen ·
Slowakije · 
Soedan ·
Somalië ·
Tadzjikistan ·
Tanzania ·
Togo ·
Tsjaad ·
Tunesië ·
Turkmenistan ·
Zambia ·
Zimbabwe ·
Zuid-Afrika ·
Zuid-Soedan
FAZ · 
A-internationals · 
Selecties · 
Statistieken · 
Zambiaans vrouwenelftal · 
Olympisch elftal · 
Zambia U21 · 
Zambia U20 · 
Zambia U18 · 
Zambia U17
1964 – 1979 ·
1980 – 1989 ·
1990 – 1999 ·
2000 – 2009 ·
2010 – 2019 ·
2020 − 2029
1964 ·
1965 ·
1966 ·
1967 ·
1968 ·
1969 ·
1970 ·
1971 ·
1972 ·
1973 ·
1974 ·
1975 ·
1976 ·
1977 ·
1978 ·
1979 ·
1980 ·
1981 ·
1982 ·
1983 ·
1984 ·
1985 ·
1986 ·
1987 ·
1988 ·
1989 ·
1990 ·
1991 ·
1992 ·
1993 ·
1994 ·
1995 ·
1996 ·
1997 ·
1998 ·
1999 ·
2000 ·
2001 ·
2002 ·
2003 ·
2004 ·
2005 ·
2006 ·
2007 ·
2008 ·
2009 ·
2010 ·
2011 ·
2012 ·
2013 ·
2014 ·
2015 ·
2016 ·
2017 ·
2018 ·
2019 ·
2020 ·
2021 ·
2022
Algerije · 
Angola ·
België ·
Benin ·
Botswana ·
Brazilië ·
Burkina Faso ·
Burundi ·
Chili ·
China ·
Comoren ·
Congo-Brazzaville ·
Congo-Kinshasa ·
Djibouti ·
Ecuador ·
Egypte ·
Equatoriaal-Guinea ·
Ethiopië ·
Gabon ·
Gambia ·
Ghana ·
Guinee ·
Guinee-Bissau ·
Honduras ·
India ·
Irak ·
Iran ·
Israël ·
Ivoorkust ·
Jamaica ·
Japan ·
Jemen ·
Jordanië ·
Kaapverdië ·
Kameroen ·
Kenia ·
Koeweit ·
Lesotho ·
Liberia ·
Libië ·
Madagaskar ·
Malawi ·
Mali ·
Marokko ·
Mauritanië ·
Mauritius ·
Mozambique ·
Namibië ·
Niger ·
Nigeria ·
Noord-Korea ·
Oeganda ·
Oman ·
Rwanda ·
Saoedi-Arabië ·
Senegal ·
Seychellen ·
Sierra Leone ·
Soedan ·
Somalië ·
Swaziland ·
Tanzania ·
Togo ·
Tsjaad ·
Tunesië ·
Zimbabwe ·
Zuid-Afrika ·
Zuid-Korea
Ivoorkust (2012)